# Hrabstwo Mingo
Hrabstwo Mingo (ang. Mingo County) – hrabstwo w stanie Wirginia Zachodnia w Stanach Zjednoczonych. Obszar całkowity hrabstwa obejmuje powierzchnię 423,64 mil² (1097,22 km²). Według szacunków United States Census Bureau w roku 2010 miało 26 839 mieszkańców.
Hrabstwo powstało w 1895 roku. 

## Miasta
- Delbarton
- Gilbert
- Kermit
- Matewan
- Williamson[4]

## CDP
- Chattaroy
- Gilbert Creek
- Justice
- Red Jacket[4]

| Populacja hrabstwa w poprzednich latach | Populacja hrabstwa w poprzednich latach |
| Rok                                     | Liczba ludności                         |
| --------------------------------------- | --------------------------------------- |
| 1980                                    | 37 052                                  |
| 1990                                    | 33 739                                  |
| 2000                                    | 28 253                                  |
| 2010                                    | 26 839                                  |